# Ibn al-Ha'im al-Ishbili
Abū Muḥammad ʿAbd al-Ḥaqq al‐Ghāfiqī al‐Ishbīlī, noto come Ibn al‐Hāʾim (in arabo أبو محمد عبد الحق الغافقي الإشبيلي‎? oppure in arabo ابن الهائم‎?; Siviglia, 1213 – ...), è stato un astronomo e un matematico del Medioevo islamico di Siviglia (Ishbīiya, in lingua araba), in al-Andalus.

## Biografia
Cominciò i suoi studi come matematico e studiò per questo le opere di al-Jayyānī e di Jābiur b. Aflaḥ (Geber). Fu autore dell'al‐Zīj al‐kāmil fī al‐taʿlīm (Il perfetto manuale dell'astronomia matematica, articolato in sette capitoli.
Ha fornito dati storici sulla vita e le opere di al-Zarqali e sulla composizione delle Tavole di Toledo da parte di astronomi di Toledo, sotto il patrocinio di Saʿīd al-Andalusī. Ampliò inoltre le teorie di al-Zarqālī (Azarchiel) sull'inclinazione dell'eclittica, esponendo le formule relative di Trigonometria sferica, calcolando la longitudine dell'apogeo solare di 85° 49′, confermando i lavori di al-Zarqālī.
La sua opera è straordinariamente completa e accurata, ed ebbe una grande influenza sullo sviluppo dell'astronomia nel Maghreb.